# Arthur Linton (militär)
Carl Hugo Arthur Linton, född den 14 mars 1891 i Göteborg, död den 2 december 1976 i Stockholm, var en svensk militär.
Linton avlade studentexamen 1910 och officersexamen 1912. Han blev underlöjtnant vid Jämtlands fältjägarregemente sistnämnda år och löjtnant där 1917. Efter att ha genomgått Krigshögskolan 1921–1923 blev Linton kapten vid regementet 1928. Han var kompanichef i Saarbataljonen 1934–1935, adjutant hos kungen 1936–1946 och överadjutant från 1946. Linton befordrades till major vid Hälsinge regemente 1936, till överstelöjtnant vid IV. militärbefälhavarstaben 1940 och till överste i IV. militärområdets reserv 1946. Han var biträdande generalsekreterare vid Centralförbundet för befälsutbildning 1946–1947 och anställd hos förvaltningsbolaget Storstaden från 1947. Linton blev riddare av Svärdsorden 1933 och av Nordstjärneorden 1946. Han vilar i sin familjegrav på Östra kyrkogården i Göteborg.